# Cybalomia azzalana
Cybalomia azzalana is een vlinder uit de familie grasmotten (Crambidae). De wetenschappelijke naam van deze soort is voor het eerst gepubliceerd in 1921 door Walter Rothschild.
De soort komt voor in Niger.